# Шумячка
Шумячка — река в Шумячском районе Смоленской области, левый приток Остра. Длина — 24 километра, площадь водосборного бассейна — 140 км².
Начинается возле деревни Глушково слиянием ручьёв Михалёвка и Прудская. Общее направление течения на север, протекает мимо населённых пунктов: Зимницы, Глушково (другое), Понятовка, Стрекайлово, Шумовка, Лысовка, Шумячи, после чего впадает в Остёр.
В Шумячку впадает ручей Немилица и несколько безымянных.